# Ачі-Сант'Антоніо
Ачі-Сант'Антоніо (італ. Aci Sant'Antonio, сиц. Jaci Sant'Antoniu) — муніципалітет в Італії, у регіоні Сицилія,  метрополійне місто Катанія.
Ачі-Сант'Антоніо розташоване на відстані близько 530 км на південний схід від Рима, 165 км на схід від Палермо, 11 км на північний схід від Катанії.
Населення — 17 915 осіб (2014).
Щорічний фестиваль відбувається 17 січня. Покровителі — святий Антоній Великий.

## Демографія
Населення за роками:

Станом на 1 січня 2023 року в муніципалітеті офіційно проживало 258 іноземців з 43 країн, серед них 132 громадяни країн Євросоюзу та 10 громадян України.

## Сусідні муніципалітети
- Ачі-Бонаккорсі
- Ачі-Катена
- Ачиреале
- Вальверде
- Віагранде
- Цафферана-Етнеа